# Connor Heath: Szpieg stażysta
Connor Heath: Szpieg stażysta (ang. Connor Undercover) – kanadyjski serial telewizyjny z 2009 roku. W roli głównej jako Connor Heath występuje Max Morrow. Na początku 2010 roku Family Channel ogłosił produkcję drugiej serii.

## Fabuła
Connor Heath jest zwykłym 15-latkiem. Ciągle poszukuje przygody, jednak nigdy jej nie znajduje, póki córka prezydenta nie zostaje wysłana do niego i jego rodziny. Po wielu zamachach na życie Giseli, Ed, ochroniarz, dołącza do nich. Ich głównym wrogiem staje się była przyjaciółka Giseli, a teraz podwójna agentka – Zatari, której misją jest schwytać Giselę. Po pokonaniu Zatari pod koniec sezonu pierwszego, Connor otrzymuje odznaczenie, za ochronę córki prezydenta Kordoby, tym samym prezydent Calicos zaprasza Go do elitarnych służb specjalnych. W drugim sezonie Connor jest poddawany różnym próbom, żeby dostać się do szpiegowskiej szkoły. W odcinku 26 okazuje się, że ktoś z jego otoczenia jest zdrajcą.

## Produkcja
Kanadyjski Family Channel potwierdziła serial w 2008 roku. Seria pierwsza była nakręcana w roku 2009 i pierwotnie zadebiutowała na kanale ABC3. Produkcją serialu zajęły się grupy Heroic Films Company oraz Shaftesbury Films. Family Channel potwierdziło drugą serię serialu, która będzie składać się z 26 epizodów, podzielonych na dwie połowy po 13 epizodów. Pierwsza połowa zadebiutuje w Kanadzie we wczesnym roku 2011. Mimo że serial jest kanadyjski, premiera została powierzona dla Australian Broadcasting Company (australijskiego towarzystwa mediów). Serial jest kręcony w plenerze w Toronto, Kanadzie.

## Główni bohaterowie
- Connor Heath – 15-latek, który marzy o zostaniu szpiegiem. Na początku nie przepada za Giselą, ale z czasem zaprzyjaźniają się. Rozpoczyna szkolenie u Eda, a po jego „zdradzie” sam zajmuje się bezpieczenństwem Giseli. Podczas pierwszej serii i na początku drugiej podoba mu się Tanya, ale w ostatnich odcinkach czuje coś do prezydenckiej córki. W ostatnim odcinku otrzymuje medal za służbę i wraca do normalnego życia, jednak nie potrafi zapomnieć o Giseli.
- Gisela Calicos/Gisella Socquette – córka prezydenta Kordoby. W tajemnicy przeprowadza się do domu Connora. Na początku nie podoba jej się nowe otoczenie i posiadanie obowiązków, ale z czasem przyzwyczaja się. Ufa Connorowi nade wszystko i nie ma przed nim tajemnic. W drugiej serii chodzi z Andre, zrywają, gdy ten zabiera jej naszyjnik, bo „chce ją chronić”. W ostatnich odcinkach podoba jej się Connor, a po powrocie do normalnego życia zostawia mu pocztówkę z Londynu, z podpisem „Do zobaczenia”.
- Dave Wynott, albo Whynot – najlepszy kolega Connora. Wie o sekrecie Giseli i o tym co robi jego kolega. Posiada własną kapelę. W drugim sezonie jest postacią drugoplanową, ze względu na kręcenie filmu w USA – Camp Rock 2: Wielki finał.
- Edward Garcia – ochroniarz Giseli, który zamieszkał w domu u państwa Heathów. Szkoli Connora, aby mógł zostać prawdziwym szpiegiem.
- Ty Heath – 10-letni brat Connora, jego największym wrogiem i utrapieniem jest jego sąsiadka Lily. Od czasu do czasu zajmuje się szpiegowaniem, ale nie najlepiej mu to wychodzi.

## Obsada

### Główna
- Max Morrow jako Connor Heath
- Lola Tash jako Gisela Calicos
- Gavin Fox jako Edward Garcia
- Jordan Francis jako Dave „Whynot” Wynott
- Carleigh Beverly jako Tanya Gilette
- Dylan Authors jako Ty Heath

### Drugoplanowa
- Howard Hoover jako Reuben Heath
- Jude Coffey jako Julia Heath
- Randy Thomas jako prezydent Calicos
- Ana Golja jako Lily
- Tattiawna Jones jako Zatari
- Will Bowes jako Renford
- Marline Yan jako Sophia
- Jacob Neayem jako Hugo

## Wersja polska
Wersja polska: SDI Media Polska

Reżyseria: Artur Kaczmarski

Tekst polski: Anna Niedźwiecka

Wystąpili:
- Paweł Ciołkosz – Connor
- Maria Niklińska – Gisela
- Adam Pluciński – Dave „Whynot”
- Jan Piotrowski – Tyler
- Agnieszka Kunikowska – Julia
- Karol Wróblewski – Reuben
- Janusz Wituch –
  - Prezydent Calicos (odc. 1, 11, 13, 26, 27),
  - Gruby szpieg (odc. 12)
- Anna Sztejner –
  - Redaktorka Informacji (odc. 1),
  - Pielęgniarka (odc. 24)
- Aleksandra Kowalicka – Lily (odc. 1-3, 8-12, 15-21, 23-25, 27)
- Robert Tondera –
  - Fernandez (odc. 2),
  - Santos (odc. 13),
  - Juarez (odc. 16),
  - Oficer policji (odc. 21)
- Milena Suszyńska – Zatari (odc. 3-4, 13-14)
- Joanna Węgrzynowska – Panna MacGuffin (odc. 3, 17)
- Cezary Nowak – Wicedyrektor Grimsby (odc. 3, 13)
- Joanna Pach – Tanya (odc. 3-5, 7-10, 12, 14, 16, 19, 23-24, 28-29)
- Artur Pontek – Renford (odc. 5, 7)
- Cezary Kwieciński – Hugo (odc. 5)
- Piotr Bajtlik – Dillon Krug (odc. 5, 16)
- Jakub Szydłowski – Ed (odc. 5-27, 29)
- Beata Wyrąbkiewicz –
  - Marla (dziewczyna z kręgielni) (odc. 7),
  - Elena (odc. 13)
- Marcin Hycnar – Joaquín (odc. 11)
- Jarosław Boberek –
  - Paparazzi (odc. 10)
  - Jorge (odc. 12, 27-29)
- Artur Kaczmarski – Chudy szpieg (odc. 12)
- Waldemar Barwiński –
  - Bill (odc. 16),
  - Pilot (odc. 20),
  - Ziggy (Ojciec Tanyi) (odc. 24),
  - Jeden z braci Diaz (odc. 25)
- Zbigniew Konopka – Azul (odc. 18, 20)
- Wojciech Paszkowski –
  - Magik (odc. 19, 21),
  - Mort O’Cumbo (odc. 23)
- Łukasz Talik – André (odc. 19, 22, 26, 29)
- Marek Robaczewski – pan Jeladoni (odc. 20)
- Grzegorz Kwiecień – Kurier (odc. 28)
- Dominika Sell

i inni
Piosenkę tytułową wykonał: Juliusz Kamil Kuźnik

Lektor: Artur Kaczmarski

## Odcinki
| Seria | Odcinki | Premiera serii       | Finał serii      | Premiera serii  | Finał serii       |
| ----- | ------- | -------------------- | ---------------- | --------------- | ----------------- |
| 1     | 13      | 9 kwietnia 2010      | 26 kwietnia 2010 | 4 września 2010 | 27 listopada 2010 |
| 2     | 26      | 11 października 2010 | 2 kwietnia 2011  | 6 lutego 2011   | 15 sierpnia 2011  |

### Sezon 1
| Nr | Tytuł               | Tytuł polski             | Premiera         | Premiera w Polsce    |
| -- | ------------------- | ------------------------ | ---------------- | -------------------- |
| 1  | Arrival             | Przybycie                | 9 kwietnia 2010  | 4 września 2010      |
| 2  | Proof               | Dowód                    | 12 kwietnia 2010 | 5 września 2010      |
| 3  | Cover Story         | Przykrywka               | 13 kwietnia 2010 | 11 września 2010     |
| 4  | Trash Talk          | Przechwałki              | 14 kwietnia 2010 | 25 września 2010     |
| 5  | Stung               | Zamiana                  | 15 kwietnia 2010 | 2 października 2010  |
| 6  | Lockdown            | Zamknięci                | 15 kwietnia 2010 | 9 października 2010  |
| 7  | Lost In Translation | Językowy problem         | 16 kwietnia 2010 | 16 października 2010 |
| 8  | Geolocked           | Namierzeni               | 19 kwietnia 2010 | 23 października 2010 |
| 9  | Diva                | Diwa                     | 20 kwietnia 2010 | 30 października 2010 |
| 10 | Fashion Crimes      | Zabójcza moda            | 21 kwietnia 2010 | 6 listopada 2010     |
| 11 | Old Flame           | Przyjaciel z piaskownicy | 22 kwietnia 2010 | 13 listopada 2010    |
| 12 | Ed Lite             | Lajtowy Ed               | 23 kwietnia 2010 | 20 listopada 2010    |
| 13 | Password Protect    | Ochrona hasła            | 26 kwietnia 2010 | 27 listopada 2010    |

### Sezon 2
| Nr | Tytuł                     | Tytuł polski                     | Premiera             | Premiera w Polsce |
| -- | ------------------------- | -------------------------------- | -------------------- | ----------------- |
| 14 | This Time it’s Personal   | Sprawa osobista                  | 11 października 2010 | 6 lutego 2011     |
| 15 | Fake Out                  | Przebranie                       | 12 października 2010 | 13 lutego 2011    |
| 16 | Background Check          | Test otoczenia                   | 13 października 2010 | 20 lutego 2011    |
| 17 | Whack-a-Mole              | Wyjąć wtyczkę                    | 14 października 2010 | 27 lutego 2011    |
| 18 | Hard Candy                | Twardy cukierek                  | 15 października 2010 | 7 marca 2011      |
| 19 | Secrets and Lies          | Sekrety i kłamstwa               | 18 października 2010 | 7 marca 2011      |
| 20 | Crash Course              | Kurs rozbijania się              | 19 października 2010 | 14 marca 2011     |
| 21 | Escape Artist             | Mistrz ucieczki                  | 20 października 2010 | 14 marca 2011     |
| 22 | Fear Itself               | Strach ma wielkie oczy           | 21 października 2010 | 21 marca 2011     |
| 23 | Dead Drop                 | Przerzut                         | 22 października 2010 | 21 marca 2011     |
| 24 | Dinner is Ruined          | Zepsuta kolacja                  | 25 października 2010 | 28 marca 2011     |
| 25 | Stop Bugging Me           | Pluskwa                          | 26 października 2010 | 28 marca 2011     |
| 26 | Rogue                     | Zdrajca                          | 27 października 2010 | 4 kwietnia 2011   |
| 27 | Spies vs. Spies           | Szpiedzy kontra szpiedzy         | 16 stycznia 2011     | 4 lipca 2011      |
| 28 | Deadly Lipgloss           | Niebezpieczny błyszczyk          | 30 stycznia 2011     | 11 lipca 2011     |
| 29 | Damage Control            | Kontrola strat                   | 23 stycznia 2011     | 11 lipca 2011     |
| 30 | The Ticking House         | Wybuchowy dom                    | 23 stycznia 2011     | 18 lipca 2011     |
| 31 | The Key                   | Klucz                            | 5 lutego 2011        | 18 lipca 2011     |
| 32 | 003rd Wheel               | Piąte koło                       | 12 lutego 2011       | 25 lipca 2011     |
| 33 | Betrayals                 | Zdrady                           | 19 lutego 2011       | 25 lipca 2011     |
| 34 | Hope is Not Enough        | Nadzieja to za mało              | 26 lutego 2011       | 1 sierpnia 2011   |
| 35 | The Eye of Cordoba        | Oko Cordoby                      | 5 marca 2011         | 1 sierpnia 2011   |
| 36 | The Pod Couple            | Naszyjnik                        | 12 marca 2011        | 8 sierpnia 2011   |
| 37 | Home Scary Home           | Nie ma jak w domu                | 19 marca 2011        | 8 sierpnia 2011   |
| 38 | If You Could Read My Mind | Szkoda, że nie czytasz w myślach | 26 marca 2011        | 15 sierpnia 2011  |
| 39 | See You There             | Do zobaczenia                    | 2 kwietnia 2011      | 15 sierpnia 2011  |